# Lak járás
A Lak járás (oroszul: Лакский район) Oroszország egyik járása Dagesztánban. Székhelye Kumuh.

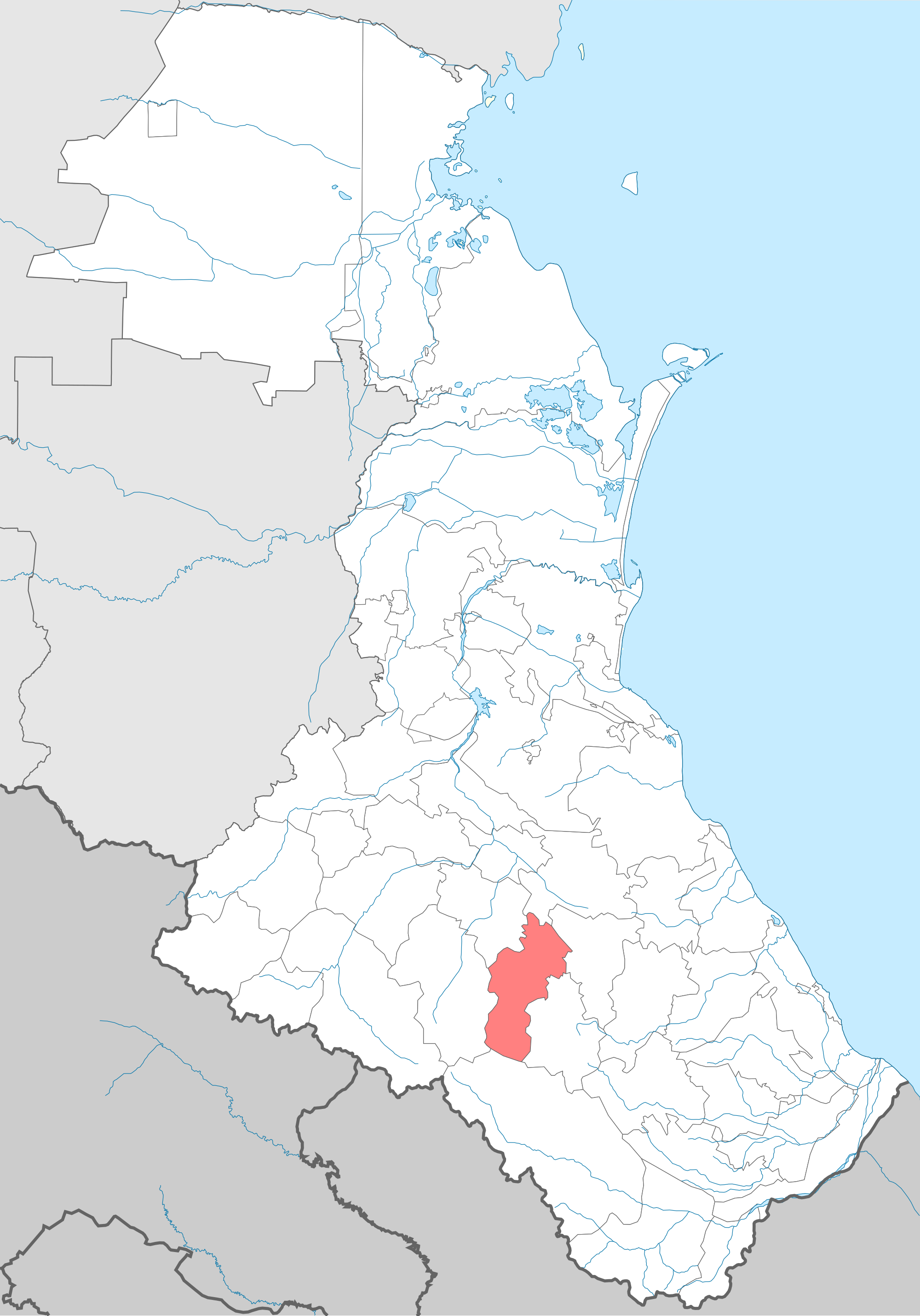
A Lak járás Dagesztánban

## Népesség
- 1989-ben 9 089 lakosa volt, melyből 8 508 lak (93,6%), 282 dargin, 178 avar, 32 kumik, 18 lezg, 22 agul, 19 orosz, 16 csecsen, 4 azeri.
- 2002-ben 12 382 lakosa volt, melyből 11 870 lak (95,9%), 275 dargin, 134 avar, 30 kumik, 16 agul, 14 orosz, 13 lezg, 12 csecsen, 4 azeri, 3 tabaszaran, 1 nogaj.
- 2010-ben 12 161 lakosa volt, melyből 11 580 lak (95,2%), 246 dargin, 137 avar, 17 lezg, 17 orosz, 16 kumik, 11 agul, 7 tabaszaran, 3 azeri, 1 nogaj.